# Frumenzio Ghetta
Frumenzio Ghetta (Vigo di Fassa, 11 febbraio 1920 – Trento, 22 aprile 2014) è stato un presbitero, storico, letterato, linguista e archivista italiano che si è interessato in particolare alla raccolta di documenti concernenti la cultura e storia del territorio trentino, e più nello specifico della ricostruzione e recupero dell'identità e della lingua ladine.

## Biografia
Alberto Antonio Ghetta (de Martìn), meglio noto come padre Frumenzio Ghetta, nasce l'11 febbraio 1920 a Tamion, piccola frazione dell'attuale comune di Sèn Jan. Maggiore di ben dieci fratelli, all'età di 11 anni lasciò la Val di Fassa, con la quale mantenne negli anni uno stretto rapporto, per frequentare presso i frati francescani prima la scuola media a Villazzano, poi il biennio del ginnasio a Campo Lomaso e quindi il liceo a Rovereto. Il 31 luglio 1938, a 18 anni, ricevette il saio francescano assumendo il nome di Padre Frumenzio e trascorse l'anno del noviziato all'interno del convento della Madonna delle Grazie ad Arco. Dal 1942 al 1946 studia teologia nel Seminario maggiore a Trento. Negli anni che vanno dal 1939 al 1945 svolse la professione temporanea (1939), quella solenne (1942), prese gli ordini minori (1942-43), e tra il 1944 e il 1945 il suddiaconato, il diaconato ed il sacerdozio, compiendo la propria formazione (umanistica e teologica) sempre all'interno dell'Ordine dei frati minori.
Il ventennio tra 1946 e 1966 lo vede assumere incarichi presso diversi conventi francescani trentini (con l'eccezione dell'estate 1963 in cui opera a Gorizia). Dal '46 al '51 ricoprì il ruolo di assistente, prima a Pergine (fino al 1948) e poi a Villazzano. Tra il 1951 e il 1952 fu zelatore provinciale delle vocazioni a Trento. Dal 1952 divenne vicedirettore e insegnante esercitando le professioni prima a Campo Lomaso ('52-'59), poi a Pergine ('59-'60) e infine ad Arco ('60-'63). Dopo la parentesi estiva goriziana passò un triennio a Rovereto in cui operò come cappellano prima presso la Famiglia materna e poi presso le carceri.
Nel 1966 viene trasferito nel Convento di San Bernardino a Trento, del quale fu cooperatore di parrocchia tra il 1968 e il 1972, adoperandosi attivamente anche per il recupero di documenti fondi storici degli archivi sommersi dal fango dall'alluvione dell'Adige del 1966. Da quel momento in poi divenne una presenza costante negli archivi locali, il che gli consentì di lavorare alle trascrizioni di fonti e documenti che gli permisero di approfondire i suoi interessi di ricerca principali.
Nel 1975 partecipa alla fondazione dell'Istitut Cultural Ladin, del quale fu segretario pro tempore e consulente e membro attivo del comitato di redazione della rivista Mondo Ladino, nella quale troviamo molteplici suoi contributi.

### Interessi di ricerca
- Storia e identità del popolo ladino
- Recupero della memoria storica
- Storia del trentino
- Linguistica e toponomastica ladina
- Importanza della lingua come identità del singolo e del gruppo

## Opere
Padre Frumenzio scrive 155 opere. Questo l'elenco delle più significative:
- Presentazione, note e appendice in L. Baroldi, Memorie storiche della Val di Fassa, 1966; seconda ed.Vigo di Fassa, Istituto culturale ladino Majon di Fascegn, 1980.
- Documenti per la storia della comunità di Fassa. Sedute e delibere dei rappresentanti della Comunità di Fassa. 1550-1780., Trento, Familia cooperativa Val de Fascia, Istitut Cultural Ladin, Grafiche Artigianelli, 1998.
- La Valle di Fassa. Preistoria, romanità e medioevo. Contributi e documenti, Trento, Biblioteca PP. Francescani, 1974.
- L’aquila stemma di Trento e del Trentino, Trento, Comune, 2000.
- con R. Stenico Archivi Principatus Tridentini regesta. Sectio Latina (1027-1777), Trento, s.n., 2001.
- Libro conti della Fabrica del Duomo di Trento. 1471-1475, Trento, Fondazione Biblioteca San Bernardino, 2010.
- Inventario dei beni della Torre franca di Mattarello, 1657, in Per Aldo Gorfer. Studi, contributi artistici, profili e bibliografia, Trento, Provincia. Assessorato all'istruzione, attività e beni culturali, 1992, pp. 501–513.
- Inventario dei documenti della cancelleria del principato di Trento 1463, in “Studi Trentini di Scienze Storiche. Sezione prima”, 67 (1988), pp. 169–183.
- con R. Stenico, Urbario della Pieve di Calavino 1491 e 1496, in Studi Trentini di Scienze Storiche. Sezione prima, 62 (1983), pp. 135–203.
- Il libro dei forestieri della città di Trento, in Studi Trentini di Scienze Storiche. Sezione prima, 64 (1985), pp. 439–493.
- con C. Bernard e A. Plangg Guntram) Le pergamene dell’archivio parrocchiale di Alba 1410-1772, Vich, Istitut cultural ladin majon di Fascegn, 2010.

### Documenti per la storia della comunità di Fassa. Sedute e delibere dei rappresentanti della Comunità di Fassa. 1550-1780.
In quest'opera padre Frumenzio raccoglie, come da titolo, sedute e delibere dei rappresentanti della Comunità di Fassa riguardanti i più disparati argomenti, suddividendole in ordine cronologico nei seguenti scompartimenti: 1550-1599, 1600-1629, 1630-1659, 1660-1669, 1670-1699, 1700-1719, 1720-1772.
In appendice l'autore propone l'Inventario e descrizione dei documenti dell'archivio della Comunità di Fassa datato 26 ottobre 1690 e collocato nell'Archivio della Diocesi di Bolzano-Bressanone e un documento di Amministrazione dei Procuratori della Comunità di Fassa riferito all'anno 1642. Il libro è privo di un indice analitico.

### Contributi inMondo Ladino
Questi i contributi da lui dati a Mondo Ladino, un periodico a cadenza annuale curato dall'Istitut Cultural Ladin:
- Cater contìe par trei Ai Marìe, VI (1982), 3-4, pp. 239–253.
- 'Un meteorite caduto a Molina di Fiemme nel 1657 e il commercio del vino attraverso la val di Fassa, XXIV (2000), pp. 151-167.
- Annotazioni sulle fonti di Ugo de Rossi, in Atti: Le leggende fassane di Hugo de Rossi, IX (1985), 3-4, pp. 81-83.
- Antonio Rizzi (1776-1848), pioniere del turismo in Val di Fassa, XI (1987), 1-2, pp. 71-94.
- Cronache e memorie di Fassa all'inizio dell'800. Documenti e spigolature d'archivio, XIV (1990), 3-4, pp. 375-414.
- Daniel Zen, Vescof de Persenon tal cart centené de so nashiment, VIII (1984), 3-4, pp. 97-122.
- Descrizioni ottocentesche del Distretto di Fassa, VIII (1984), 1-2, pp. 127-174.
- Don Giovanni Battista Mich, raccoglitore dei "Sacri Canti", XIV (1990), 3-4, pp. 271-288.
- En memoria de Jan Batista Massar a treicent egn da la mort, XXIII (1999), pp. 23-35.
- I trei Re i va sun Paradis a se prear na steila, 29 (2005), pp. 239-243.
- Il paesaggio storico di Francesco Facchini, in Atti: Convegno in onore del botanico Francesco Facchini a duecento anni dalla nascita, XVII (1993), 1-2, pp. 33-103.
- Il toponimo Giaf in Val di Fassa (II), XVI (1992), 3-4, pp. 235-242.
- Il toponimo Giaf in Val di Fassa e il consorzio del Gief da Ronch a Gries di Canazei, XIV (1990), 3-4, pp. 365-374.
- Inventario dei beni mobili fatto alla morte del notaio Gio. Battista Costazza, in Ladinia et Romania. Festschrift für Guntram A. Plangg zum 65. Geburtstag, XXI (1997), pp. 361-370.
- Le valli ladine dolomitiche e la colonizzazione tardomedievale delle Alpi, XI (1987), 3-4, pp. 215-260.
- Lodovico Madruzzo concede la fiera a Moena, l'anno 1556, XI (1987), 3-4, pp. 273–280.
- Origini e sviluppo della Comunità di Fassa, in Atti: L'Entità Ladina Dolomitica. Etnogenesi e Identità, XXII (1998), pp. 113–151.
- Ultima volontà de n fascian, 38 (2014), pp. 351–352.
- Doi pardice e doi pensieres su la lenga, 40 (2016), pp. 229–247.
- con A. Mura, Gli elenchi degli abili alla leva nel giudizio di Fassa, anni 1642 e 1637, 38 (2014), pp. 81– 124.
- con F. Chiocchetti, Documenti sui toponimi de “la mont de Careza” e dintorni, 27 (2003), pp. 229–281.
- con F. Chiocchetti, Il più antico studio sul ladino di fassa. Da una lettera del canonico Gio. Batta Giuliani al barone Sigismondo Moll (1812) , 38 (2014), pp. 41–80.
- con F. Chiocchetti, Una lettera familiare nel ladino di Fassa. G. Batta Rossi ad Antonio Rizzi: 4 gennaio 1836, XI (1987), 1-2, pp. 95–101.
- con F. Chiocchetti, Versioni ladine della Parabola del “figliuol prodigo”. Testi raccolti da Francesco Lunelli nel 1841, in Studi Ladini in onore di Luigi Heilmann, X (1986), 1-4, pp. 227–263.
- con F. Chiocchetti, Vial dal Pan o Troi pagan?, XXIV (2000). pp. 169–182.
- con A. Plangg Guntram, Ladino fassano in alcuni documenti del XVI secolo (I), XVI (1992), 3-4, pp. 245–254.
- con A. Plangg Guntram, Un elenco delle case e dei “fuochi” di Moena circa l’anno 1502, XVIII (1994), pp. 279–295.
- con A. Plangg Guntram, Un proclama ladino del 1631 e testi vicini, XI (1987) 3-4, pp. 281–294.
- con A. Carlini, La vita musicale in Val di Fassa attraverso i documenti, in Musica e canto popolare in Val di Fassa, Vol. I, XIX (1995), pp. 15–155.